# هاريسون ر. كينكيد
هاريسون ر. كينكيد هو صحفي وسياسي أمريكي، ولد في 3 يناير 1836 في Fall Creek Township, Madison County, Indiana ‏ في الولايات المتحدة، وتوفي في 7 أكتوبر 1920 في يوجين في الولايات المتحدة. نشط حزبياً في الحزب الجمهوري.